# 473 (numero)
Quattrocentosettantatré (473) è il numero naturale dopo il 472 e prima del 474.

## Proprietà matematiche
- È un numero dispari.
- È un numero composto.
- È un numero difettivo.
- È un numero semiprimo.
- È un numero palindromo nel sistema di numerazione posizionale a base 9 (575).
- È parte delle terne pitagoriche (473, 864, 985), (473, 2580, 2623), (473, 10164, 10175), (473, 111864, 111865).

## Astronomia
- 473 Nolli è un asteroide della fascia principale.
- NGC 473 è una galassia spirale della costellazione dei Pesci.

## Astronautica
- Cosmos 473 è un satellite artificiale russo.